# مؤرشف ملفات

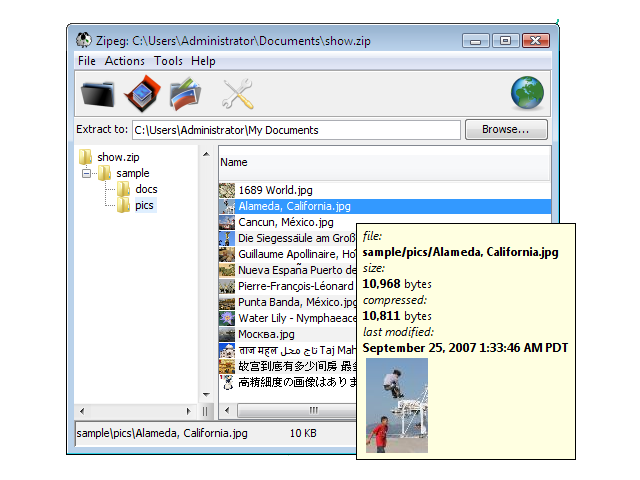
لقطة شاشة لبرنامج زيبيغ لأرشفة الملفات

مؤرشف الملفات (بالإنجليزية: File Archiver)‏ هو برنامج حاسوب يقوم بجمع عدد من الملفات أو مجموعة من ملفات الأرشيف في ملف أرشيف واحد، لسهولة النقل أو التخزين. العديد من مؤرشفات الملفات تستخدم صيغة ملفات أرشيف تقوم بتقديم ضغط بيانات غير منقوص لتقليص حجم الأرشيف والذي يكون ذا فائدة كبيرة في تبادل عدد من الملفات المنفصلة عبر الإنترنت.